# Ромско друштво и култура
Роми су посебна етничка и културна група народа који живе широм света, који деле породицу језика и понекад традиционални номадски начин живота.
Иако је њихово порекло нејасно, централна Индија је значајна тачка порекла. Њихов језик дели заједничко порекло са савременим гуџаратијем и раџастанијом, и сличан је њима, позајмљујући речи из других језика док су мигрирали из Индије. У Европи, иако је њихова култура била виктимизирана од стране других култура, они су и даље пронашли начин да одрже своје наслеђе и друштво. Индијски елементи у ромској култури готово да и не постоје, са изузетком њиховог језика. Ромска култура се у великој мери фокусира на породицу. Роми традиционално живе по релативно строгим моралним кодексима. Етничка култура Рома који живе у земљама централне, источне и југоисточне Европе развијала се кроз дуг, сложен процес континуиране активне интеракције са културом европског становништва које их окружује.

## Порекло
Лингвистичка и фонолошка истраживања су пратила порекло Рома до места на индијском потконтиненту. Многи наводе да су Роми настали из северозападних региона Индије, а не из централне Индије. Карактеристике фонолошког развоја које су се појавиле током ране прелазне фазе са староиндијског на средњоиндијски доказују да је историја ромског језика започела у централној Индији. Ромски језик дели многе карактеристике са централним индоаријским језицима као што су хинди, урду, панџаби и раџастански; такође дели везе са северним индоаријским језицима као што је кашмирски, а сам језик садржи групу персијских и арапских речи. Лингвисти користе ове фонолошке сличности као и карактеристике фонолошког развоја који се појавио током ране транзиције са старог санскрита на средњоиндијски пракрит да би закључили да је историја ромског језика почела у централној Индији.
Друга легенда описује персијског краља Бахрама V, који је одвео музичаре из Индије у Иран 420–438 нове ере, а они затим луталио Путем свиле у Европу. Неки верују да су Роми њихови потомци.

## Имена
Роми данас живе широм света. Они обично усвајају имена која су уобичајена у земљи у којој живе. Савремени Роми ретко користе традиционално име за свој језик, као што је Чингарен. Романски је једини индоаријски језик који се од средњег века говори искључиво широм Европе. Говорници користе многе термине за свој језик. Они углавном свој језик називају Čingari čhib или řomani čhib преведено као 'ромски језик', или rromanes, 'на ром начин'. Енглески израз, ромски, научници користе од 19. века, где су раније користили термин „цигански језик“.

## Породица и животне фазе
Традиционално, Роми придају велику вредност широј породици.
Брак у ромском друштву наглашава важност породиде и демонстрира везе између различитих група. Традиционално уговорање бракова је веома пожљено. Обичај је да родитељи младожње плате породици младе. Родитељи потенцијалне младе могу да помажу у проналажењу потенцијалног партнера за своје дете. Родитељи могу да натерају своје дете да се уда јер је уобичајена норма да се ступа у брак до средине двадесетих година.
Ромска пракса дечјих бракова изазвала је значајне контроверзе широм света. Године 2003, један од многих самозваних ромских „краљева“, Или Тортица, забранио је брак пре него што су странке постале пунолетне у земљи у којој живе. Ромски патријарх Флорин Ћоаба наишао је на сукоб са румунским властима крајем 2003. године када је оженио своју најмлађу ћерку, Ана-Марију, у доби од дванаест година, знатно испод законске доби за брак.
Верује се да је киднаповање невесте (не треба мешати са сличном румунском традицијом) традиционални део ромских обичаја. Девојчице млађе од дванаест година могу бити киднаповане ради брака са дечацима тинејџерима. Ова пракса је забележена у Ирској, Енглеској, Чешкој Републици, Холандији, Бугарској и Словачкој. Сматра се да је киднаповање невесте начин да се избегне куповање невесте или средство да се девојка уда за дечака којег жели, али који њени родитељи не желе. Традиционална нормализација киднаповања доводи младе жене у већи ризик да постану жртве трговине људима.
Пракса отмице невесте и брака деце није универзално прихваћена у целој ромској култури. Неке Ромкиње и Ромкиње настоје да уклоне такве обичаје.
Роми муслимани усвојили су исламске обичаје везане за брак.
Ромске мајке доје своју децу ради оптималног здравља и повећања имунитета. Они такође виде ово као Божји дар и помоћ у изградњи здравих односа између мајки и деце.

### Заваде
Крвна освета, крвна освета или освета је стари облик личне освете, чија је сврха обично да се поврати част ромске породице убијањем противника. То се дешава само након озбиљне штете по част, као што је само убиство, чему ниједна друга надокнада штете у завади не може оправдати.

### Чистота и смрт
Одећа за доњи део тела, као и одећа жена у менструацији, пере се одвојено. Предмети који се користе за јело се перу на другом месту.
Порођај се сматра „нечистим“ и мора се десити ван места становања; мајка се сматра „нечистом“ 40 дана.
Муслимански Роми (Хорахане) на Балкану су усвојили исламску културу током периода Отоманског царства.

### Одгајање деце
Постоји елемент нечистоће на оца након што се мајка породи. Ова нечистоћа се смањује ако је дете мушко и ако се породица сматра „срећном“. Традиционално, пар ће живети са оцем младожење све док им се не роди прво дете. Роми придају велику вредност широј породици, тако да су кумови, заједно са овом другом породицом, активни у животу детета како би обезбедили његову добробит.

## Моралне вредности
Култура и традиција Рома Дасикане (хришћана) и Хорахане (муслимана) Рома је веома различита. Не постоји јединствена ромска култура или традиција, она се разликује од земље, подгрупа и религије.

### Romanipen
Romanipen (такође и romanypen, romanipe, romanype, romanimos, romaimos, romaniya) је концепт ромске филозофије који обухвата укупност ромнског духа, културе, закона, шта значи бити Ром и друго.
Етнички Ром се сматра Gadjikane Ромим у ромском друштву ако особа нема Romanipen. Понекад Gadjo, обично усвојено дете, може се сматрати Ромом ако особа има Romanipen. Као концепт, Romanipen је био предмет интересовања бројних академика. Претпоставља се да више дугује оквиру културе него једноставном придржавању историјски прихваћених правила.
Значајне промене у ромској култури после Другог светског рата приписане су суспензији ових друштвених норми, пошто су се срушила строга правила која се односе на храну и контакт са одређеним класама људи. Овај период се такође поклопио са губитком ауторитета традиционалног вође, главних одржаваоце Romanipen-а. Штавише, Роми који су се током рата нашли под совјетском контролом, док су депортовани на исток Урала и често прогањани, углавном су били остављени сами да следе своје православне обичаје и тако сачували стриктно тумачење Romanipen. Међутим, Роми који су живели у другим земљама источне Европе, суочени са широко распрострањеном дискриминацијом и покушајима друштва на присилну асимилацију, често су морали да компромитују своје стриктно тумачење обичаја да би преживели. Као резултат, цео концепт Romanipen-а различито се тумачи међу различитим ромским групама. Муслимани Роми, као један пример, сматрали су необрезаног човека нечистим.

### Бити део ромског друштва
Значајна казна за хришћанске Роме је протеривање из ромске заједнице. Протерана особа се сматра „зараженом“ и избегавају је други хришћани Роми.
Ашкалије и балкански Египћани попут туркоманских Цигана и кримских Рома нису део ромског друштва јер не говоре ромски језик.

### Ромски кодекс
Ромски законик, или Romano Zakono је најважнији део Romanipen. То је скуп правила за живот Рома. 
Иако ромске етничке групе имају различита правила, усмена ромска култура ће се највероватније придржавати ромског кода, ове заједнице су географски распрострањене.
Правила ромског кодекса описују односе унутар ромске заједнице и постављају ограничења и оквире за обичаје, понашање и друге аспекте живота.
Ромски законик није написан; Роми га чувају у усменој традицији.
Код се може сажети у стубове; главни стуб који представља фундаменталне идеје baxt што значи част и ladž што значи срамота.
Часно је, у неким ромским културама, славити baxt тако што ћете бити великодушни и показати свој успех јавности. Фокус на великодушности значи да је дељење хране од велике важности за неке групе Рома. Прављење раскошних оброка које можете поделити са другим посетиоцима Ромима је уобичајено, а у неким случајевима се сматра срамотним да немате храну коју можете поделити.

### Вера и религија
Огромна већина Рома су хришћани. То су католички Мануш, Мерчерос и Синти; муслимански Ашкалије и Романари; Пентакостални Калдераш и Ловари; протестантски путници; Англикански Роми; и баптистички Роми. Религиозна веровања Рома у центру имају Бога и Богородицу.

#### Хиндуизам
Док су у Индији, преци ромског народа следили су хиндуистичку религију. Хришћански Роми традиционално не једу кокошија јаја.

#### Дасикане Рома
На балканском ромском православни Ром се зове Дасикане или Даскане или Дас, значење се понекад даје као роб или слуга.

#### Божанства и свеци
Блажени Чеферино Гименез Мала се сматра заштитником ромског народа у римокатоличанству. Богородица  Макарена се сматра заштитником шпанских Рома.
Света Сара, или Кали Сара, поштована је као светац заштитник на исти начин као и блажени Чеферино Гименез Мала, али дошло је промене на прелазу у 21. век, при чему се Кали Сара схвата као индијско божанство које су донели преци избеглице Роми, чиме је уклоњена свака веза са хришћанством. Света Сара се сматра „ромском богињом, заштитницом Рома“ и „неоспорном везом са мајком Индијом“. За тамнопуту Свету Сару се наводи да је вероватно била слушкиња у Египту. Двадесет четвртог маја, на дан ходочашћа у част Свете Саре; њена статуа је на данашњи дан спуштена у море да би се поново приказао њен долазак у Француску.

#### Хришћанске ромске церемоније и праксе
Роми често прихватају доминантну религију своје земље домаћина ако је неопходна церемонија повезана са формалном верском институцијом, као што је крштење или сахрана (њихови посебни системи веровања и домородачка религија и богослужење остају очувани без обзира на такве процесе усвајања). Неки Роми настављају да практикују „шактизам“, праксу која потиче из Индије, у којој је за обожавање бога потребна жена. Придржавање ове праксе значи да се за Роме који обожавају хришћанског Бога молитва обавља кроз Девицу Марију, односно њене мајке Свете Ане. Шактизам се наставља више од 1.000 година након одвајања народа од Индије.
Ромске старешине служе као духовне вође; не постоје специфични хришћански ромски свештеници, цркве или хришћански ромски списи, изузетак су пентекостални Роми, већина у западном друштву.
Велики део британских Рома (40% према неким проценама) су чланови Светлости и живота, харизматског пентекосталног хришћанског покрета.

#### Сахрањивање кожице
Обичај је међу муслиманским Ромима да се кожица мора сахранити након Сунета Бијав, (верски обред мушког обрезивања). Они верују да ће се кожица вратити људима у рају (Џенету). Закопавање кожице је такође традиција међу малезијским муслиманима.

#### Балкански Роми муслимани
Балкански Роми муслимани су углавном културни муслимани или номинални муслимани. За муслиманске ромске заједнице које су вековима живеле на Балкану, често називане Horahane Roma или „Турски Цигани“, сви Роми муслимани добили су религиозно мушко обрезање, за верска уверења важе следеће историје:
- Бугарска: У северозападној Бугарској и Софији и Ћустендилу ислам је био доминантна религија. У југозападној Бугарској (Пиринска Македонија), ислам је доминантна религија, са мањим делом становништва, који се изјашњавају као „Турци“, настављајући да мешају етничку припадност са исламом.[48]
- Румунија: муслиманска ромска мањина у Добруџи.[49]
- Грчка: Муслимани Роми у Западној Тракији.[48]
- Албанија: Роми у Албанији су сви муслимани.[48]
- Македонија: Већина Рома верује у ислам.[48]
- Србија: на спорној територији Косова огромна већина ромског становништва су муслимани.[48]
- Босна, Црна Гора и Херцеговина: Ислам је доминантна религија код Рома у овим земљама.[48]
- Хрватска: После Другог светског рата, велики број Рома муслимана преселио се у Хрватску (већина се преселила са територије Косова и Метохије).[48]

На Балкану, Роми из Северне Македоније и јужне Србије, укључујући и спорну територију Косова, били су посебно активни у исламским мистичним братствима (суфизам) — муслимански ромски имигранти у Западну Европу и Америку донели су ове традиције са собом.

#### Други региони
У Украјини и Русији живи ромско муслиманско становништво, јер породице балканских миграната и даље живе тамо. Преци потомака су се населили на полуострву Крим током 17. и 18. века, али је већина потомака мигрирала у Украјину, јужну Русију и Поволжје (дуж реке Волге). Њихова религија је ислам а народ је препознат по чврстом очувању ромског језика и идентитета.
Већина источноевропских Рома су римокатолици, православци или муслимани. Они у западној Европи и Сједињеним Америчким Државама су углавном римокатолици или протестанти. У јужној Шпанији, многи Роми су пентекостници, али ово је мала мањина која се појавила у савремено доба. У Египту, Роми су подељени на хришћанско и муслиманско становништво. Већ безброј година, плес за египатске Роме има и религијску конотацију. У Турској, Роми су муслимани, а мушкарци се обрезаују, док је већина Рома у Латинској Америци задржала европску религију, већином православно хришћанство.

#### Евангелизам
Од Другог светског рата, све већи број Рома је прихватио евангелистичке покрете. Роми су по први пут постали свештеници и створили своје, аутономне цркве и мисионарске организације. У неким земљама већина Рома припада ромским црквама. Ова неочекивана промена умногоме је допринела бољој слици Рома у друштву. Посао који обављају сматра се легитимнијим и почели су да добијају легалне дозволе за комерцијалне активности.

#### Будизам
Теравада будизам повезан са далитским будистичким покретом Б. Р. Амбетккара проширио се међу европским Ромима, посебно у Мађарској, иако је још увек мањинско опредељење припадника ромске заједнице.

## Плес
Ромски плесови су под утицајем традиција индијских плесова. Ромски плес који потиче из Индије је плес змија. Ромкиње изводе плес сапере са кобром за који се верује да има магијска својства.
Трбушни плес изводе Роми у Турској.

## Музика
Како су Роми путовали у друге земље од Индије до Европе, у своју музику су унели многе утицаје, почевши од традиција својих индијских корена, додајући елементе грчког, персијског, турског, румунског, чешког и словенских утицаја, као и западноевропских као нпр. немачки, француски и шпански утицаји.
Лаутари који наступају на традиционалним румунским венчањима су практично сви Роми, иако њихова музика у великој мери црпи из широке лепезе етничких традиција – на пример румунске, турске, јеврејске и словенске – као и ромске традиције. Вероватно најистакнутији савремени извођач у лаутари традицији је Тарафул Хаидучилор. Zdob și Zdub, један од најистакнутијих рок бендова у Молдавији, иако нису Роми, у великој мери се ослањају на ромску музику, као и Spitalul de Urgenţă у Румунији.
Фламенко музика и игра потичу од Рома у Шпанији; препознатљив звук ромске музике је такође снажно утицао на болеро, џез и Канте Јондо у Европи. Цигански џез европског стила још увек се широко практикује међу оригиналним ствараоцима (Ромски народ); један који је признао овај уметнички дуг био је Џанго Ренарт.
Трбушни плес је облик плеса који су измислили Домари из Египта или Гавази, међутим првобитно је виђен као нешто из гета и нижа класа, све док га Египћани и Европљани нису видели и опонашали. Данас постоји врло мало оригиналних плесача Гхавази због изгнанства и протеривања и дискриминације због којих су многи остали без посла и емигрирали.

### Класична музика
Ромска музика је веома важна у европским културама као што су Мађарска, Русија и Румунија. Пракса извођења ромских музичара утицала је на европске класичне композиторе као што су Франц Лист и Јоханес Брамс.

## Језик
Ромски језик говоре милиони Рома широм света. Припада индоаријевском огранку. Многи Роми говоре два или више језика. Не сматра се званичним језиком јер се разликује од племена до племена.

## Обичаји
Сваког јуна у Лондону се обележава месец историје Рома. Међународни дан Рома је празник који се обележава у Европи, посебно у Будимпешти, Бугарској, Румунији и источној Европи, 8. априла. Светски фестивал Рома је фестивал који се обележава у Прагу. Хедерлез и Какава су празници које у пролеће славе турски Роми.
Роми славе Божић 25. децембра и Ускрс у априлу или мају. Одрасли Роми такође могу постити током ових празника и могу јести посебну храну за ове празнике.
Светски дан ромског језика обележава се сваког 5. новембра.

## Позориште, циркус и биоскоп
У свету постоје четири позната ромска позоришта, Театар „Ромен”, Романтичан театар, Романотан и Фралипе, као и многа мала позоришта.

## Музеји
У Европи постоје ромски музеји. У Србији постоји Музеј ромске културе у Београду.
Музеј ромске културе налази се у Брну у Чешкој.

## Кухиња
Хришћани Роми забрањују употребу коњског меса  Сваки хришћански Ром који једе коњско месо бива кажњен и прогнан из свог племена. Мачје месо и псеће месо су такође забрањени и сматрају се нечистим.
Роми фаворизују бобичасто воће, поврће, печурке, јежеве, дивљач и живину. Гулаши су често спремана јела. Јежеви су и јестиви и Роми их високо цене као јело.
Муслимански Роми (Хорахане) на Балкану су усвојили исламску културу током периода Отоманског царства, као и ритуалну чистоћу у исламу.
У Марибору, Словенија, постоји ромски ресторан Романи Кафенава. Зечја чорба је омиљена код Рома. Остала ромска јела су јела од прженог хлеба, укључујући каритса (пржени кукурузни хлеб), пуфе (пржени пшенични хлеб) и богацха (печени хлеб). Ромски десерт је пирого, слатка тепсија са резанцима слична јеврејском кугелу направљена од сувог грожђа, крем сира и путера.

## Медицина
Румунски Роми користе лишће першуна за лечење модрица. Роми који болују од болести често траже лечење код ромског лекара, старијег Рома који користи традиционалне лекове као што је биље. Роми често одбијају да траже медицинску помоћ од нерома и користе исцелитеље, магију, молитву или биљне лекове за болести. Drabarni је ромска исцелитељка.

## Уметност
Уметност међу Ромима је важна. Повезује се са мобилношћу, путовањем, трговином, стварањем преносивих предмета и музиком.

## Мода
Турски Роми носе типично османске панталоне, док Роми хришћани носе дуге сукње.
У већини традиционалних ромских заједница, Ромкиње имају тенденцију да носе златне наруквице и златне огрлице и мараме које су украшене златним новчићима.

## Књижевност
Роми стварајусопствену књижевност.

## Сујеверја
Ромска култура је пуна бројних празноверја. Многи Роми верују у чари, амајлије, клетве, лошу срећу и духове.

## Фолклор
Роми имају свог етничког хероја. Међу влашким Ромима то је Мундро Саламон или Мудри Соломон. Друге ромске групе називају овог хероја О Годјиавер Ианко. Међу велшким кељом, он је Мерлинос (Чаробњак), преузет из келтског фолклора.

## Прорицање судбине
Стереотип да Роми имају психичке моћи (на пример гатаре) још увек је понекад присутан, а неки романтичари им приписују проналазак тарот карата.

## Путовања
Роми су традиционално путовали вагонима које су вукли коњи и магарци.

## Односи са другим људима
Још увек постоје тензије између Рома и већинских народа у земљи у којој живе. Уобичајене жалбе су да Роми краду и живе од социјалне помоћи, а становници често одбијају формирање ромсих насеља. То је довело до тога да су Роми описани као „можда најомраженија мањина у Европи“. У Великој Британији су номади постали су питање општих избора 2005. године, а Мајкл Хауард, тадашњи лидер Конзервативне партије, обећао је да ће ревидирати Закон о људским правима из 1998. године. Неки сматрају да овај закон, који апсорбује Европску конвенцију о људским правима у примарно законодавство УК. Озбиљни притисци становништва и недостатак гринфилд локација довели су до тога да путници готово преко ноћи купују земљиште и постављају стамбена насеља, чиме су подметнута ограничења планирања која су наметнута другим члановима заједнице. 
Агенције за спровођење закона у Сједињеним Америчким Државама одржавају редовне конференције о Ромима и сличним номадским групама.
У Данској је било много контроверзи када је град Хелсингор одлучио да све ромске ученике стави у специјална одељења у својим државним школама. Настава је касније напуштена након што је утврђено да је дискриминаторна и ромски ученици су враћени у редовну наставу.
Роми су традиционално избегавали гађе јер се верује да не-Роми загађују и прљају ромски свет.
Грчки доктор А. Г. Паспати је у својој књизи из 1860. године навео да су се Турци често женили Ромкињама, а румелијски ромски дијалект је скоро изгубљен од стране муслиманских турских Рома, који говоре у потпуности турски. Ернест Џилиат-Смит је 1915. године објаснио да овај турски Ром у Бугарској не може да говори ромски језик и да их пореди са веома сиромашним Турцима, а не са Ромима. 

### Роми у источној Европи
Многе земље које су раније биле део источног блока и бивше Југославије имају значајну популацију Рома. Ниво интеграције Рома у друштво остаје ограничен. У овим земљама обично остају на маргинама друштва, живећи у изолованим насељима налик гету. Само мали део ромске деце завршава средње школе, иако су учињени бројни званични напори, прошли и садашњи, да се примора на њихово похађање. Роми се често осећају одбаченим од стране државе и главне популације, што ствара још једну препреку њиховој интеграцији. Муслимански Роми (Хорахане) на Балкану су усвојили исламску културу током периода Отоманског царства.
У Чешкој, 75% ромске деце образује се у школама за особе са потешкоћама у учењу, а 70% је незапослено, у поређењу са националном стопом од 9%. У Мађарској је 44% ромске деце је у специјалним школама, док је 74% мушкараца и 83% жена незапослено. У Словачкој је 28 пута већа вероватноћа да ће ромска деца бити послата у специјалне школе него неромска, док незапосленост Рома износи 80%.
Године 2004. Ливија Јарока и Викторија Мохачи из Мађарске постале су две актуелне ромске чланице Европског парламента. Први ромски посланик у Европском парламенту био је Хуан де Диос Рамирез Хередија из Шпаније.
Седам бивших комунистичких држава Централне Европе и Југоисточне Европе покренуло је иницијативу Декаде инклузије Рома 2005. године како би побољшали социоекономске услове и статус ромске мањине.